# Model Markowitza
Model Markowitza (model średniej-wariancji) – został zaproponowany przez Harry’ego M. Markowitza w 1952 roku w artykule Portfolio Selection. Sformułowanie problemu jest następujące: inwestor, konstruując swój portfel, chciałby jednocześnie zwiększać zysk i zmniejszać ryzyko z tym portfelem związane – w tym celu powinien jednak uwzględnić różnego rodzaju powiązania między spółkami, w które inwestuje. Markowitz w jednej ze swoich książek pisze:

Dobry portfel jest czymś więcej niż długą listą dobrych akcji i obligacji. Jest to wyważona całość, zapewniająca inwestorowi stosowną ochronę i możliwości w przypadku szerokiej rangi możliwych scenariuszy.

W swoim modelu Markowitz podaje propozycję rozwiązania problemu dywersyfikacji ryzyka inwestycyjnego: minimalizacja ryzyka (wyrażonego poprzez wariancję) przy ustalonym z góry poziomie zysku (wyrażonego przez wartość oczekiwaną), jaki chce osiągnąć inwestor. Model Markowitza jest także nazywany modelem średniej-wariancji (ang. Mean-Variance Model).

## Oznaczenia modelu
- {\displaystyle x=[x_{1},\dots ,x_{n}]^{T}{:}} strategia inwestycyjna, albo inaczej portfel, {\displaystyle x_{i}} dla {\displaystyle i\in \{1,\dots ,n\}} to udział kapitału, jaki został przeznaczony na inwestycję w spółkę giełdową {\displaystyle i}
- {\displaystyle R=\sum _{i=1}^{n}x_{i}R_{i}{:}} {\displaystyle n}-wymiarowa Zmienna losowa przyszłych zwrotów z akcji spółek giełdowych
- {\displaystyle \mu {:}} wektor wartości średnich zmiennej {\displaystyle R,} gdzie {\displaystyle \mu _{i}=\mathbb {E} (R_{i})}
- {\displaystyle E(x)=\sum _{i=1}^{n}x_{i}\mu _{i}=x^{T}\mu {:}} wartość oczekiwana zwrotu z portfela to {\displaystyle E=\mathbb {E} (R)}
- {\displaystyle \sigma _{ij}=\mathbb {E} [(R_{i}-\mu _{i})(R_{j}-\mu _{j})]} to kowariancja {\displaystyle R_{i}} oraz {\displaystyle R_{j}} (dla {\displaystyle 1\leqslant i\neq j\leqslant n}), gdzie {\displaystyle \sigma _{ij}=\rho _{ij}\sigma _{i}\sigma _{j};} przez {\displaystyle \rho _{ij}={\textrm {corr}}(R_{i},R_{j})} oznaczamy współczynnik korelacji Pearsona, zaś {\displaystyle \sigma _{i}^{2}=Var(R_{i})} oraz {\displaystyle \sigma _{j}^{2}=Var(R_{j})}
- {\displaystyle \sigma ^{2}(x)=\sum _{i=1}^{n}\sum _{j=1}^{n}x_{i}x_{j}\sigma _{ij}=x^{T}\Sigma x{:}} wariancja zwrotu z portfela; w szczególności {\displaystyle \sigma _{ii}=\mathbb {E} (R_{i}-\mu _{i})^{2}=\sigma _{i}^{2}=Var(R_{i})}
- {\displaystyle \Sigma =\left[{\begin{array}{c}\sigma _{11}&\cdots &\sigma _{1n}\\\vdots &\ddots &\vdots \\\sigma _{n1}&\cdots &\sigma _{nn}\end{array}}\right]{:}} macierz kowariancji zmiennej {\displaystyle R;} jest to macierz nieujemnie określona i symetryczna.

## Założenia modelu

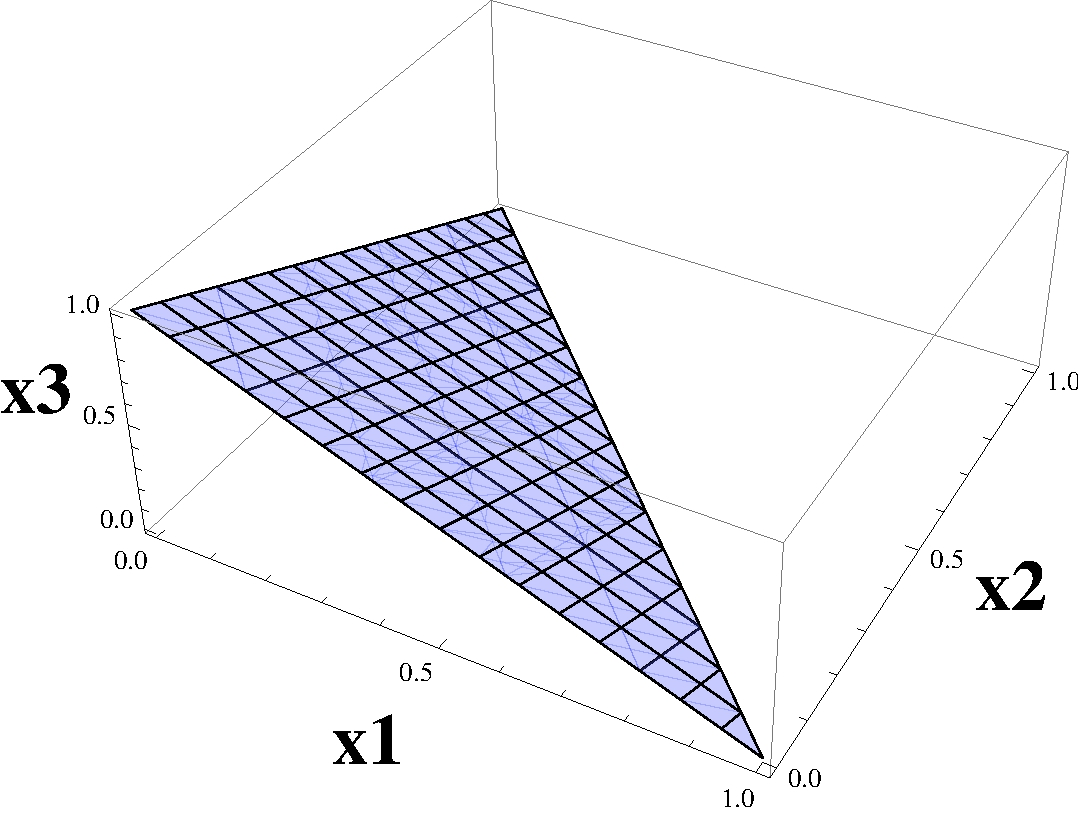
Zbiór spełniających założenia modelu dla

- {\displaystyle \sum _{i=1}^{n}x_{i}=1} – udziały w portfelu sumują się do 1; inwestujemy 100% kapitału
- {\displaystyle x_{i}\geqslant 0} dla {\displaystyle i\in \{1,\dots ,n\}} – zakaz krótkiej sprzedaży

## Rozwiązanie problemu
Przy podanych wcześniej założeniach modelu należy zminimalizować ryzyko {\displaystyle \sigma ^{2}=x^{T}\Sigma x} przy ustalonym poziomie zysku {\displaystyle E.}
{\displaystyle \left\{{\begin{array}{l}x^{T}\Sigma x~\to min\\x^{T}\mu =E\\\Sigma _{i=1}^{n}x_{i}=1\\x_{1},\dots ,x_{n}\geqslant 0\end{array}}\right..}
Tak postawiony problem rozwiązuje się, korzystając z metody Karusha-Kuhna-Tuckera.

### Prosta krytyczna
W modelu Blacka, przy pominięciu zakazu krótkiej sprzedaży, oraz dodaniu założenia {\displaystyle \mu \not \parallel [1,\dots ,1]^{T}} oraz założenia o dodatniej określoności macierzy {\displaystyle \Sigma ,} otrzymuje się dokładnie jeden portfel {\displaystyle x,} zależący od {\displaystyle E} w sposób afiniczny. Oznacza to, że przy zmieniającym się {\displaystyle E} zbiór rozwiązań {\displaystyle x} tworzy prostą, nazywaną prostą krytyczną. Prosta ta może (ale nie musi) przecinać zbiór portfeli dopuszczalnych w sensie Markowitza (tj. spełniających założenia modelu Markowitza).
{\displaystyle x=\Sigma ^{-1}(\lambda _{1}\mu +\lambda _{2}[1,\dots ,1]^{T}),} gdzie
- {\displaystyle \alpha =\mu ^{T}\Sigma ^{-1}\mu ,}
- {\displaystyle \beta =[1,\dots ,1]\Sigma ^{-1}\mu ,}
- {\displaystyle \gamma =[1,\dots ,1]\Sigma ^{-1}[1,\dots ,1]^{T},}
- {\displaystyle \lambda _{1}={\dfrac {\left|{\begin{array}{c}E&\beta \\1&\gamma \end{array}}\right|}{\alpha \gamma -\beta ^{2}}}} oraz {\displaystyle \lambda _{2}={\dfrac {\left|{\begin{array}{c}\alpha &E\\\beta &1\end{array}}\right|}{\alpha \gamma -\beta ^{2}}}}

### Granica minimalna, granica efektywna, portfel efektywny
Przekształcenie {\displaystyle x\to (\sigma ^{2}(x),E(x))} przypisuje portfelowi jego ryzyko i zwrot. Z wszystkich portfeli o danym ryzyku {\displaystyle \sigma ^{2}} dla inwestora najlepszy jest ten, który ma największe {\displaystyle E.} Obrazy portfeli o tej własności to zbiór lewych końców przecięcia obrazu zbioru portfeli dopuszczalnych na płaszczyźnie {\displaystyle (\sigma ^{2},E)} z prostymi {\displaystyle E=const.} Zbiór ten określa się pojęciem granicy minimalnej. Podzbiór tego zbioru, składający się z punktów, dla których nie istnieje portfel dopuszczalny {\displaystyle x} o nie mniejszej {\displaystyle E} i mniejszym {\displaystyle \sigma ,} ani portfel o większej {\displaystyle E} i nie większym {\displaystyle \sigma ,} nosi nazwę granicy efektywnej. Portfele odpowiadające punktom granicy efektywnej to portfele efektywne.

### Uwaga
Minimalizacja wariancji {\displaystyle \sigma ^{2}} jest równoważna minimalizacji odchylenia standardowego {\displaystyle \sigma .} Z tego powodu rozwiązanie problemu nie zmienia się, niezależnie, czy rozpatruje się portfele i ich obrazy w przekształceniu {\displaystyle x\to (x^{T}\Sigma x,x^{T}\mu )=(\sigma ^{2}(x),E(x)),} czy też w przekształceniu {\displaystyle x\to ({\sqrt {x^{T}\Sigma x}},x^{T}\mu )=(\sigma (x),E(x))}

## Przykład 1

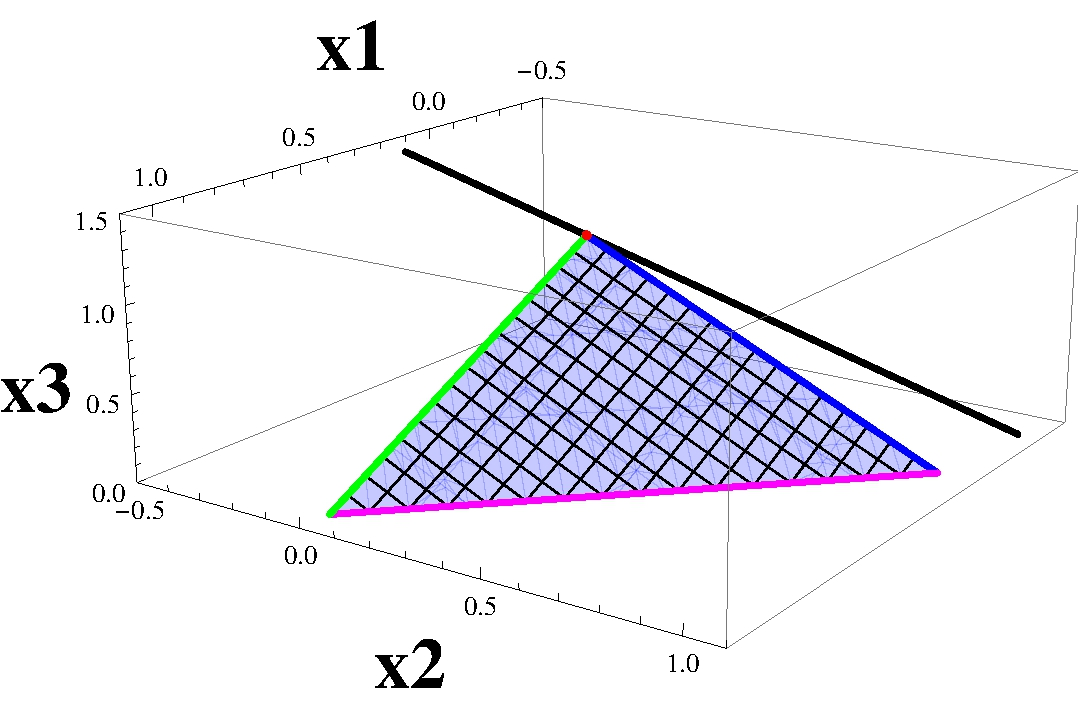
Przykład 1, rysunek 1

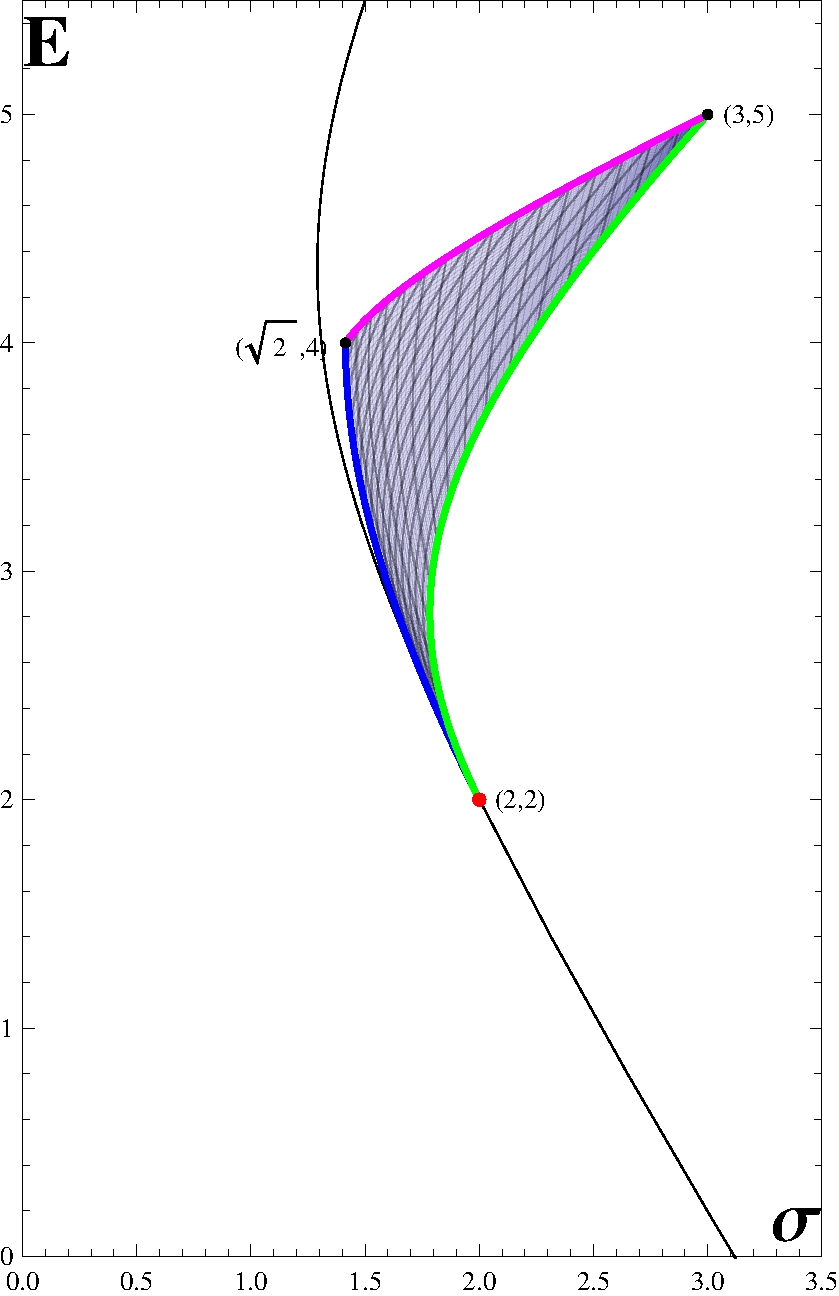
Przykład 1, rysunek 2

Niech {\displaystyle \Sigma =\left[{\begin{array}{c}9&3&1\\3&2&2\\1&2&4\end{array}}\right]} oraz {\displaystyle \mu =[5,4,2]^{T}.} Założenia: {\displaystyle x_{1},x_{2},x_{3}\geqslant 0} oraz {\displaystyle x_{1}+x_{2}+x_{3}=1.} Zmienną {\displaystyle x_{3}} można zatem zastąpić przez {\displaystyle 1-x_{1}-x_{2}.} Zbiór portfeli dopuszczalnych został przedstawiony na rysunku (jest to niebieski symplex). Przekształcenie przypisujące portfelowi {\displaystyle x=[x_{1},x_{2},x_{3}]^{T}=[x_{1},x_{2},1-x_{1}-x_{2}]^{T}} jego średnią i odchylenie standardowe (pierwiastek z wariancji) to {\displaystyle x\to ({\sqrt {x^{T}\Sigma x}},x^{T}\mu )=(4-6x_{1}+11x_{1}^{2}-4x_{2}+8x_{1}x_{2}+2x_{2}^{2},2+3x_{1}+2x_{2})=(\sigma (x),E(x)).} Prosta krytyczna w postaci parametrycznej to {\displaystyle \left({\frac {1}{7}}(2-E),{\frac {5}{7}}(E-2),{\frac {1}{7}}(15-4E)\right).} Prosta ta i jej obraz w zadanym przekształceniu zostały naniesione (na czarno) na rysunki zbioru portfeli dopuszczalnych oraz ich obrazu w tym przekształceniu; punkty wspólne prostej krytycznej oraz sympleksu, jak i ich obrazy w przekształceniu, zostały zaznaczone kolorem czerwonym. Boki sympleksu i ich obrazy w przekształceniu zostały zaznaczone kolejnymi kolorami. Na płaszczyźnie {\displaystyle (\sigma ,E)} krzywe zaznaczone kolorem różowym i niebieskim oraz wszystkie wyróżnione punktu, tworzą granicę minimalną, przy czym krzywa zaznaczona na różowo, włącznie z punktami {\displaystyle ({\sqrt {2}},4),} {\displaystyle (3,5)} tworzą granicę efektywną.

## Przykład 2

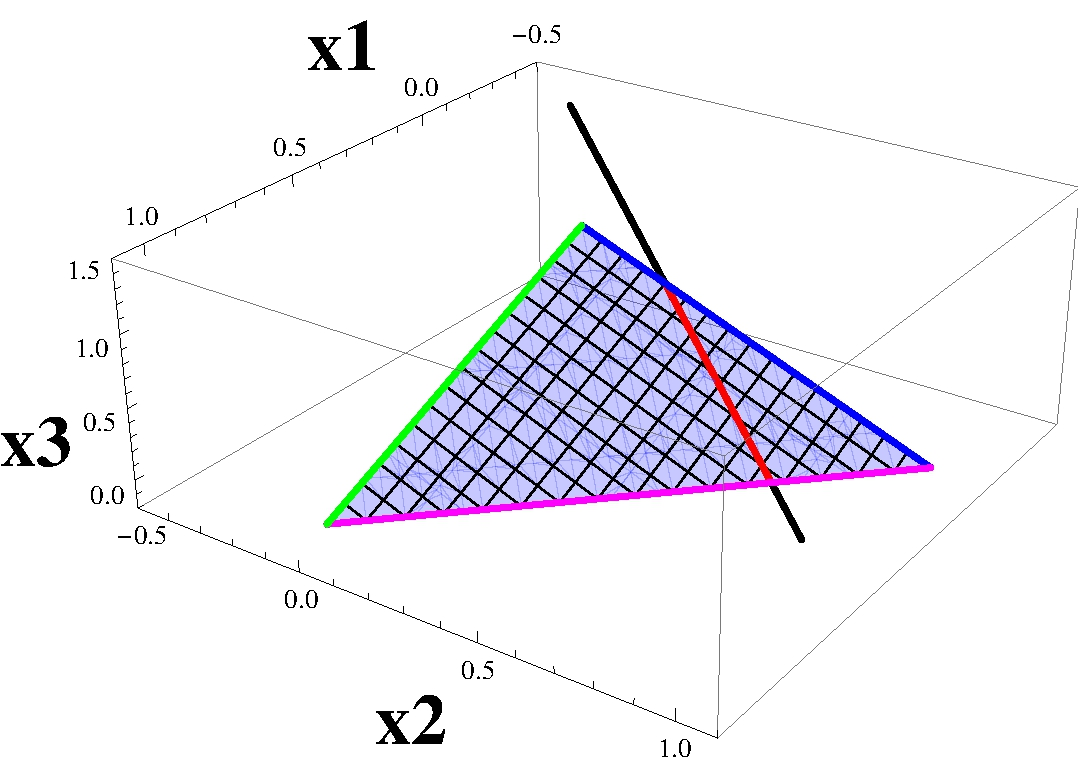
Przykład 2, rysunek 1

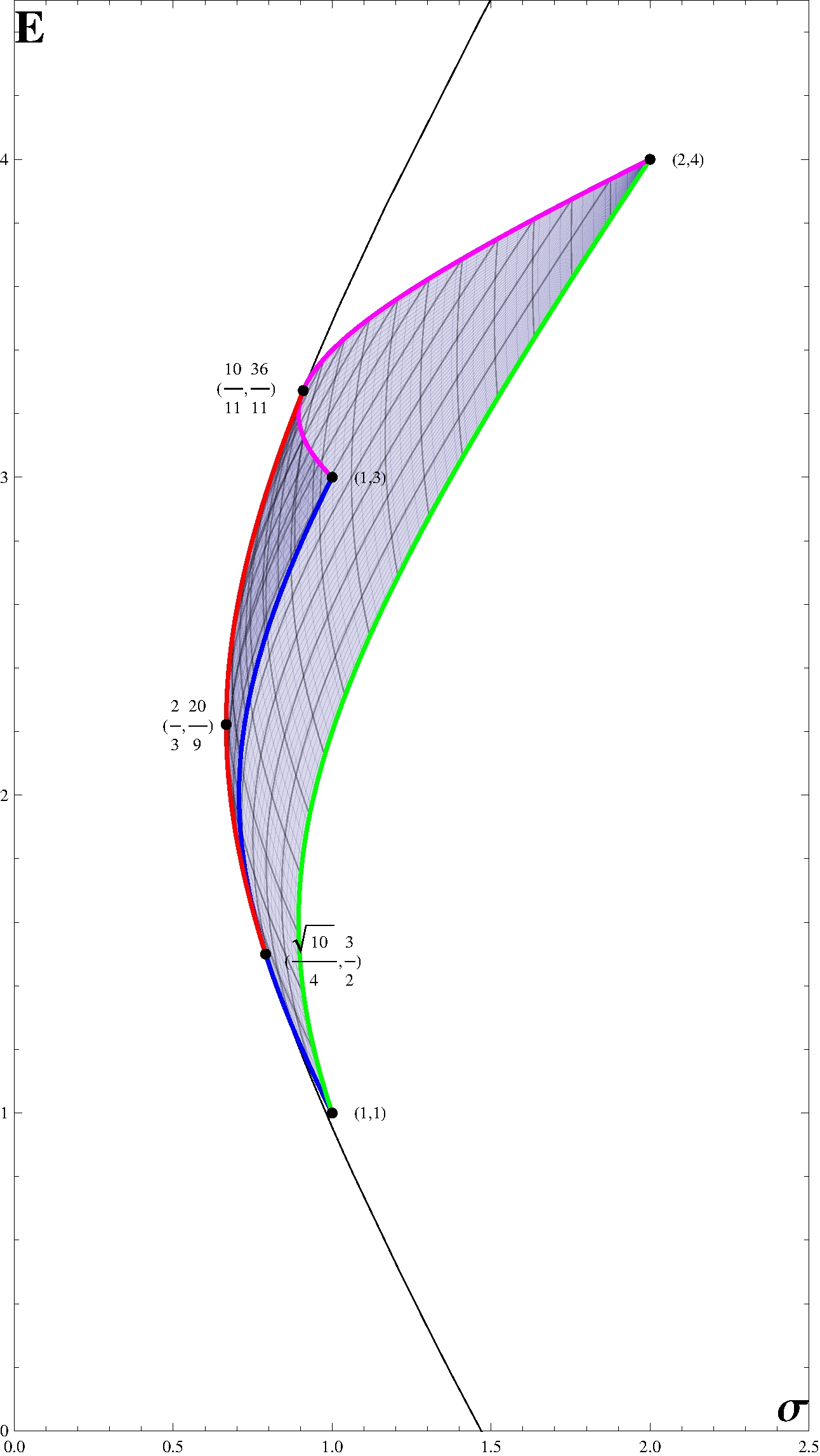
Przykład 2, rysunek 2

Niech {\displaystyle \Sigma =\left[{\begin{array}{c}4&0&0\\0&1&0\\0&0&1\end{array}}\right]} oraz {\displaystyle \mu =[4,3,1]^{T}.} Założenia: {\displaystyle x_{1},x_{2},x_{3}\geqslant 0} oraz {\displaystyle x_{1}+x_{2}+x_{3}=1.} Zmienną {\displaystyle x_{3}} można zatem zastąpić przez {\displaystyle 1-x_{1}-x_{2}.} Zbiór portfeli dopuszczalnych (tj. spełniających założenia modelu) został przedstawiony na rysunku (jest to niebieski symplex). Przekształcenie przypisujące portfelowi {\displaystyle x=[x_{1},x_{2},x_{3}]^{T}=[x_{1},x_{2},1-x_{1}-x_{2}]^{T}} jego średnią i odchylenie standardowe (pierwiastek z wariancji) to {\displaystyle x\to ({\sqrt {x^{T}\Sigma x}},x^{T}\mu )=(4x_{1}^{2}+x_{2}^{2}+(-1+x_{1}+x_{2})^{2},1+3x_{1}+2x_{2})=(\sigma (x),E(x)).} Prosta krytyczna w postaci parametrycznej to {\displaystyle \left({\frac {1}{13}}(2E-3),{\frac {1}{26}}(7E-4),{\frac {1}{26}}(36-11E)\right).} Prosta ta i jej obraz w zadanym przekształceniu zostały naniesione (na czarno) na rysunki zbioru portfeli dopuszczalnych oraz ich obrazu w tym przekształceniu; punkty wspólne prostej krytycznej oraz sympleksu, jak i ich obrazy w przekształceniu, zostały zaznaczone kolorem czerwonym. Boki sympleksu i ich obrazy w przekształceniu zostały zaznaczone kolejnymi kolorami. Na płaszczyźnie {\displaystyle \left(\sigma ,E\right)} punkty {\displaystyle (1,1),} {\displaystyle \left({\frac {\sqrt {10}}{4}},{\frac {3}{2}}\right)} i fragment niebieskiej krzywej między nimi, czerwona krzywa, punkty {\displaystyle \left({\frac {10}{11}},{\frac {36}{11}}\right),} {\displaystyle (2,4)} i fragment różowej krzywej zawarty między nimi, tworzą granicę minimalną, zaś jej fragment zawarty między punktami {\displaystyle \left({\frac {2}{3}},{\frac {20}{9}}\right)} tworzy granicę efektywną.

## Przykład 3

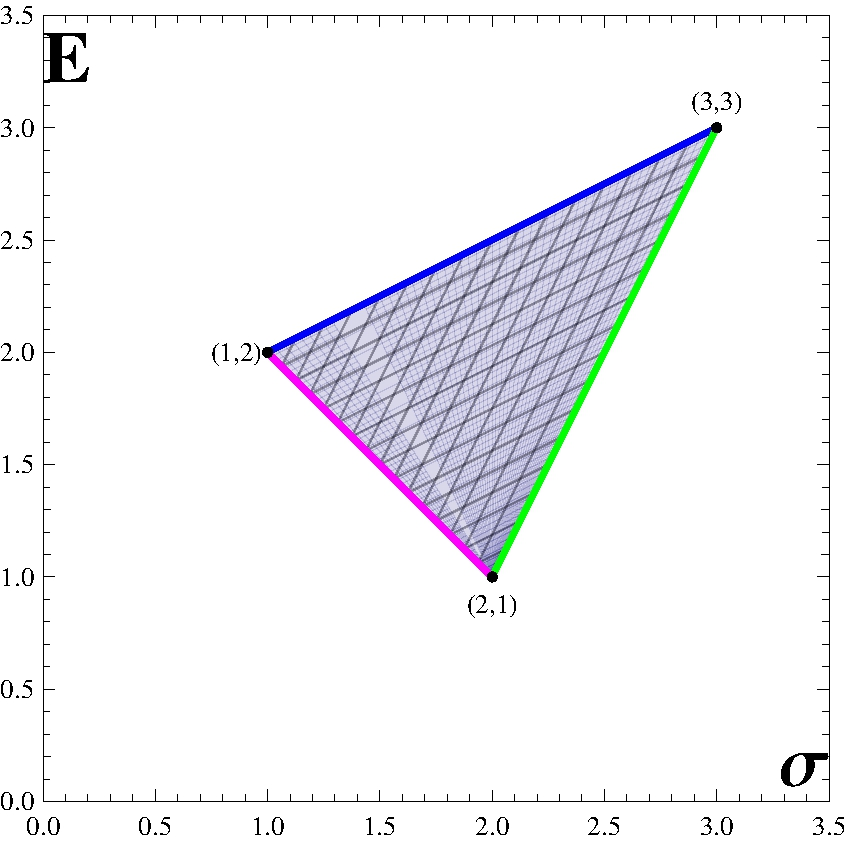
Przykład 3, rysunek 1

Niech {\displaystyle \Sigma =\left[{\begin{array}{c}4&2&6\\2&1&3\\6&3&9\end{array}}\right]} (tzn. {\displaystyle \sigma _{1}=2,} {\displaystyle \sigma _{2}=1,} {\displaystyle \sigma _{3}=3,} zaś {\displaystyle \rho _{ij}=1} dla {\displaystyle i\in \{1,\dots ,n\}}) oraz {\displaystyle \mu =[1,2,3]^{T}.} Granica efektywna składa się z odcinków: różowego i niebieskiego, łącznie z końcami. Granica minimalna to odcinek różowy, z końcami włącznie.

## Przykład 4

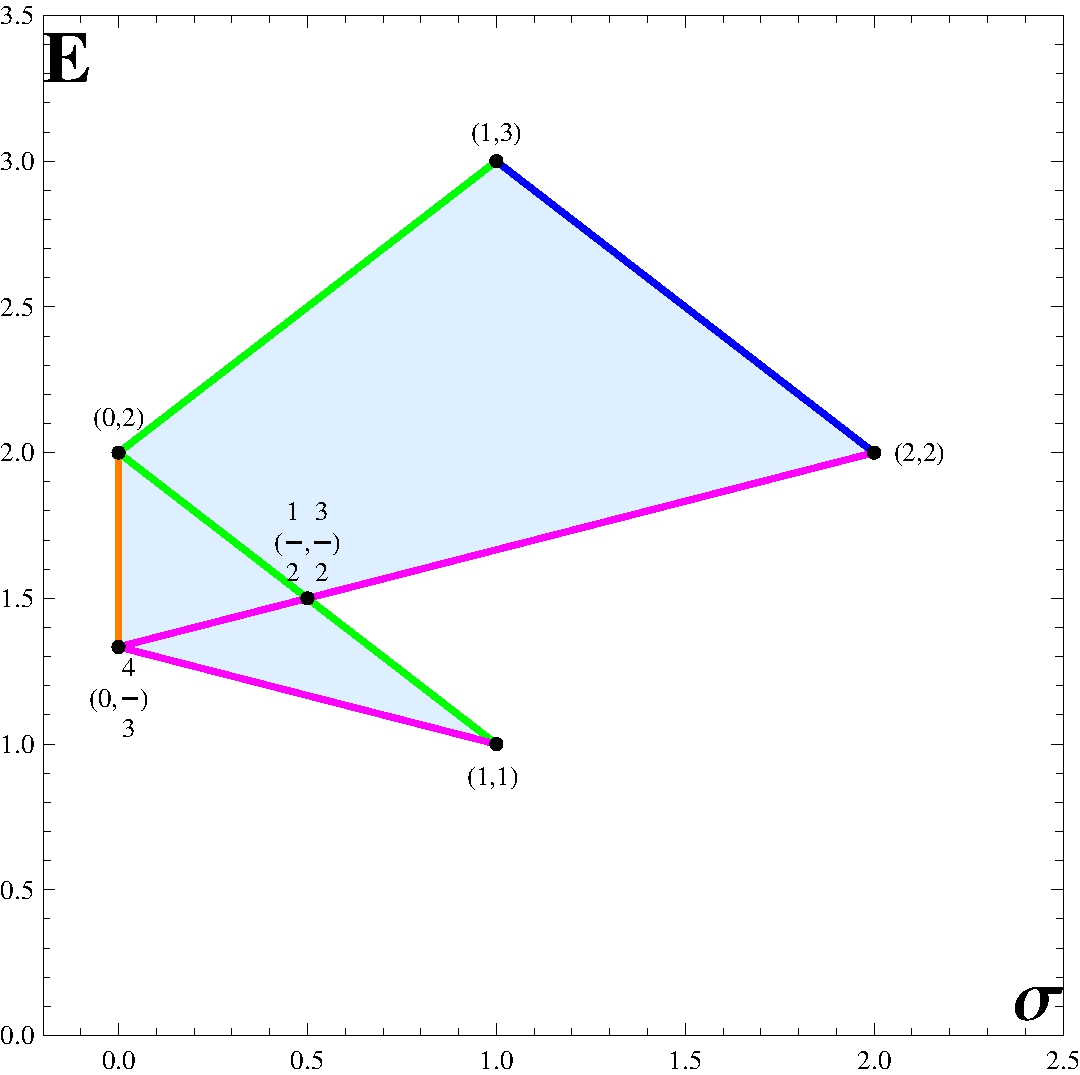
Przykład 4, rysunek 1

Niech {\displaystyle \Sigma =\left[{\begin{array}{c}1&-2&-1\\-2&4&2\\-1&2&1\end{array}}\right]} (tzn. {\displaystyle \sigma _{1}=2,} {\displaystyle \sigma _{2}=1,} {\displaystyle \sigma _{3}=3,} zaś {\displaystyle \rho _{12}=\rho _{21}=\rho _{13}=\rho _{31}=-1,} {\displaystyle \rho _{23}=1}) oraz {\displaystyle \mu =[1,2,3]^{T}.} Granica efektywna to łamana o wierzchołkach: {\displaystyle (1,1),} {\displaystyle \left(0,{\frac {4}{3}}\right),} {\displaystyle (0,2),} {\displaystyle (1,3).} Granica minimalna to odcinek o końcach {\displaystyle (0,2)} i {\displaystyle (1,3).}